# Моралес-де-Торо
Моралес-де-Торо (ісп. Morales de Toro) — муніципалітет в Іспанії, у складі автономної спільноти Кастилія-і-Леон, у провінції Самора. Населення — 1137 осіб (2010).
Муніципалітет розташований на відстані близько 180 км на північний захід від Мадрида, 36 км на схід від Самори.

## Демографія
Динаміка населення (INE ):